# Condado de Montemar
El condado de Montemar es un título nobiliario español creado el 12 de junio de 1694, en Perú, por el rey Carlos II, a favor de Pedro Carrillo de Albornoz y Esquivel de Guzmán.
El primer titular era miembro de una familia andaluza de origen conquense, posteriormente establecida en el Virreinato del Perú, cuyos miembros tenían un palacio en Lima y varias posesiones rurales, accediendo a altos cargos políticos y militares de la administración virreinal. Emparentaron con nobles y acaudaladas familias criollas peruanas pero tras la Independencia el título quedó vacante, siendo rehabilitado en el siglo XX por una familia española descendiente de los duques de Montemar.

## Condes de Montemar
|                                 | Titular                                             | Periodo                |
| Creación por Carlos II          | Creación por Carlos II                              | Creación por Carlos II |
| ------------------------------- | --------------------------------------------------- | ---------------------- |
| I                               | Pedro Carrillo de Albornoz y Esquivel de Guzmán     | 1694-1707              |
| II                              | Francisco Carrillo de Albornoz y Esquivel de Guzmán | 1707-1731              |
| III                             | José Carrillo de Albornoz y Montiel                 | 1731-1747              |
| IV                              | Diego Carrillo de Albornoz y de la Presa            | 1747-1750              |
| V                               | Diego Carrillo de Albornoz y Bravo de Lagunas       | 1750-1789              |
| VI                              | Fernando Carrillo de Albornoz y Bravo de Lagunas    | 1790-1814              |
| VII                             | Fernando Carrillo de Albornoz y Salazar             | 1814-1839              |
| VIII                            | Fernando Carrillo de Albornoz y Zavala              | 1847-1864              |
| Rehabilitación por Alfonso XIII |                                                     |                        |
| IX                              | Josefa de Echeverría y de Carvajal                  | 1913-1986              |
| X                               | José Luis Pasqual del Riquelme y de Echeverría      | 1987-2004              |
| XI                              | Ildefonso Pasqual del Riquelme Campderá             | 2005-actual titular    |

## Historia de los condes de Montemar
- Pedro Antonio Carrillo de Albornoz y Esquivel de Guzmán, I conde de Montemar, maestre de campo, almirante general de Galeones en el Perú[1] y cofundador de la Real Maestranza de Caballería de Sevilla. Era hijo de José Carrillo de Albornoz y de su esposa, Isabel de Esquivel y Rodríguez de Medina.[2]

Soltero, sin descendencia, le sucedió su hermano:
- Francisco Carrillo de Albornoz y Esquivel de Guzmán, II conde de Montemar.[3]

Casado con Leonor de Montiel y Segura, hija de Federico de Montiel y de Isabel Segura. Le sucedió su hijo:
- José Carrillo de Albornoz y Montiel (Sevilla, 8 de octubre de 1671-Madrid, 26 de junio de 1747), III conde de Montemar y I duque de Montemar.[3]

Casó en primeras nupcias en 1700 con Isabel Antich y Antich y en segundas con María Josefa Pomar y Sentmenat. Sin sucesión masculina, en el ducado le sucedió su hija María Magdalena y en condado de Montemar le sucedió su primo hermano:
- Diego Miguel Carrillo de Albornoz y de la Presa (Lima, 1695-5 de febrero de 1750),[5] IV conde de Montemar.[6] Era hijo de Diego Bernardo Carrillo de Albornoz y Esquivel de Guzmán, y de Rosa María de Santo Domingo de la Presa y Manrique de Lara.[4]

Casado con Mariana Bravo de Lagunas y Villela Esquivel, señora del Castillo de Mirabel. Le sucedió su hijo:
- Diego Joseph Carrillo de Albornoz y Bravo de Lagunas (m. 1790), V conde de Montemar.[7]

Soltero, sin descendencia, le sucedió su hermano menor:
- Fernando Carrillo de Albornoz y Bravo de Lagunas (Lima, 1724-Lima, 1814) VI conde de Montemar,[8] [9] caballero de la Orden de Montesa, brigadier de los reales ejércitos, regidor perpetuo y alférez mayor de la ciudad de Lima.[8]

Casado con María Rosa de Salazar y Gabiño, II Condesa de Monteblanco. Le sucedió su hijo:
- Fernando Carrillo de Albornoz y Salazar (Chincha, 1769-Madrid, 1839), VII Conde de Montemar y III conde de Monteblanco.[10]

Casó en 1804, con Petronila de Zavala y Bravo del Ribero, hija del V marqués de San Lorenzo del Valleumbroso. Le sucedió su hijo:
- Fernando Carrillo de Albornoz y Zavala, VIII conde de Montemar.

Casado con Catalina de Mendoza y Boza, con sucesión. Su único hijo y heredero, Julio Carrillo de Albornoz, fue asesinado en el levantamiento social de Chincha en 1879.
Rehabilitado en 1913
- Josefa de Echeverría y de Carvajal (19 de julio de 1898-14 de agosto de 1987), IX condesa de Montemar. Era hija de José Echevarría y López de Sobreviñas y de su esposa, María de la Concepción Carvajal y Pasqual de Pobil, XII marquesa de Villalba de los Llanos y V marquesa de Arneva.[11]

Casó, en el palacio de Arneva el 9 de abril de 1924, con Alfonso Pasqual del Riquelme y Sandoval. Sucedió su hijo:
- José Luis Pasqual del Riquelme y de Echeverría Murcia, 18 de enero de 1924), X conde de Montemar.[12]

Casó, en Barcelona, el 29 de noviembre de 1960, con Monserrat Campderá y Giménez de Cisneros.  Sucedió su hijo:
- Ildefonso Pasqual del Riquelme Campderá, XI conde de Montemar.[13]

Casó el 17 de septiembre de 1995, con Sofía Virgili y Viudes. Padres de Sofía y José Luis Pasqual de Riquelme y Virgili.